# Зигмунд фон Залм-Райфершайт-Бедбург
Зигмунд фон Залм-Райфершайт-Бедбург/Бедбур (на немски: Siegmund Altgraf zu Salm-Reifferscheidt-Bedburg/Bedbur; * 13 юни/23 юни 1735, Виена; † 27 март 1798, Бедбург) е алтграф на Залм-Райфершайт-Бедбург, господар на Бедбург, императорски кемерер и главен дворцов майстор на Курфюрство Кьолн.

## Произход
Той е син (9-то от 11-те деца) на алтграф Карл Антон Йозеф фон Залм-Райфершайт-Бедбур (1697 – 1755) и съпругата му графиня Мария Франциска Естерхази фон Галанта (1702 – 1778). Внук е на алтграф Франц Вилхелм фон Залм-Райфершайт-Бедбур (1672 – 1734) и първата му съпруга графиня Мария Агнес Агата Славата (1672 – 1718). Правнук е на Ерих Адолф фон Залм-Райфершайт-Бедбург (1619 – 1678) и графиня Ернестина Барбара фон Льовенщайн-Вертхайм-Рошефорт (1655 – 1698).
Зигмунд фон Залм-Райфершайт-Бедбург умира на 62 години на 27 март 1798 г. в Бедбург. Синът му Франц Вилхелм (1772 – 1831) става през 1804 г. 1. княз на Залм-Райфершайт-Краутхайм.

## Фамилия
Зигмунд фон Залм-Райфершайт-Бедбург се жени на 21 юли 1764 г. в Кьолн за графиня Елеонора Мария Валбурга Салома фон Валдбург-Цайл (* 22 октомври/декември 1735, Вурцах; † 14 януари 1804, Грунсфелд, Баден), дъщеря на граф Франц Ернст фон Валдбург-Цайл-Вурцах (1704 – 1781) и графиня Мария Елеонора фон Кьонигсег-Ротенфелс (1711 – 1766). Те имат 12 деца:
- Максимилиана Франциска де Паула (* 25 април 1765; † 18 май 1805), абатиса на Елтен
- Фридрих Максимилиан Кристиан Йозеф (* 8 септември 1766; † 4 ноември 1790), каноник в Кьолн
- Мария Йозефа Франциска (* 17 октомври 1767; † 18 октомври 1768)
- Мария Кресценция Сабина Рафаела (* 29 август 1768; † 4 април 1826, Люневил), омъжена на 19 януари 1790 г. в Бедбург за княз Лудвиг Алойс фон Хоенлое-Валденбург-Бартенщайн (* 18 август 1765; † 31 май 1829)
- Августа Йозеда Фелицитас (* 20 септември 1769; † 20 май 1857), монахиня в Кьолн
- Франц Вилхелм Йозеф Антон (* 27 април 1772, Бедбург; † 14 май 1831, Констанц), пруски генерал-майор, става 1804 г. 1. княз на Залм-Райфершайт-Краутхайм, женен I. на 15 ноември 1796 г. за принцеса Франциска Луиза фон Хоенлое-Бартенщайн (* 7 декември 1770; † 17 януари 1812), II. на 2 май 1818 г. в Мюнстер за принцеса Мариана Галитцина (* 26 ноември 1769; † 11 декември 1823)
- Валбурга Мария Франциска Кристиана (* 14 април 1773; † 9 април 1812), монахиня в Кьолн
- Мария Йозефа Антония Кресценция (* 8 юли 1774; † 27 февруари 1776)
- Клеменс Венцел Зигмунд (* 15 февруари 1776; † 10 декември 1830), женен 1802 г. за Паулина Бон (* 6 април 1779; † 1840)
- Франц Йозеф Антон (* 28 март 1778; † 10 май 1851), каноник в Кьолн, връзка с Аполония Изабела Мук (* 3 май 1776, Вюрцбург; † 6 юли 1848); има двама сина
- Мария Шарлота Антония (* 6 април 1779; † 20 август 1831), монахиня в Елтен
- Антония Мария Анна Йозефа (* 18 юли 1780; † 1846), монахиня в Есен и Фреден